# Памятник Нельсону Манделе (Лондон)
Памятник Нельсону Манделе (англ.  Nelson Mandela statue) — скульптура работы Иена Уолтерса. Открыт 28 августа 2007 года на Парламентской площади Лондона, обращён лицом к Вестминстерскому дворцу, рядом с памятниками Аврааму Линкольну и Уинстону Черчиллю.

## История
Пять лет длилась дискуссия, стоять ли памятнику борцу с апартеидом на Трафальгарской площади. Эту идею горячо отстаивал мэр Лондона Кен Ливингстон, считавший, что именно здесь должен встать во всем своем бронзовом величии борец за свободу Южной Африки, к тому же на Трафальгарской площади располагается посольство ЮАР. 30 лет назад именно здесь проходили массовые митинги британцев, требовавших освободить Манделу, когда премьер-министр Маргарет Тэтчер называла его террористом, а студенты из консервативной партии носили значки, призывающие повесить борца с апартеидом. Однако власти района Вестминстер выступили против, заявив, что скульптура не соответствует облику площади, на которой уже установлен памятник адмиралу Нельсону. В итоге был найден компромиссный вариант: статуя Манделы будет стоять лицом к зданию парламента, рядом с тремя премьер-министрами Великобритании — Уинстоном Черчиллем, Бенджамином Дизраэли и Робертом Пилем.
Когда-то сам Мандела предсказал появление у Вестминстера своего памятника. В книге «Долгая дорога к свободе» он вспоминал, как однажды шел по Лондону со своим соратником Оливером Тамбо: «Когда мы с Оливером увидели возле Вестминстерского аббатства статую генерала Яна Сматса (известного южноафриканского лидера), мы стали шутить, что может, когда-нибудь здесь, в свою очередь, появятся и наши статуи».

## Открытие
28 августа 2007 года выступая на церемонии открытия своего памятника, Мандела пообещал устроить летом 2008 года, в канун своего юбилея, грандиозный благотворительный концерт в лондонском Гайд-парке и лично присутствовать на нём. К трибуне, на которой он произносил речь, его провожал премьер-министр Гордон Браун. Он назвал Манделу «величайшим и самым отважным лидером нынешнего поколения». На церемонии присутствовала и жена Манделы, Граса Машел.
Помимо самого бывшего президента ЮАР, в церемонии открытия скульптуры приняли участие мэр Лондона Кен Ливингстон и британский актёр и режиссёр Ричард Аттенборо. Именно Аттенборо откинул скрывающее статую покрывало.
По словам Кена Ливингстона, тот факт, что памятник Манделе установлен именно на Парламентской площади, отражает роль южноафриканского лидера как «одной из ключевых политических фигур нашего времени». Эта скульптура является второй в Лондоне. Первый «Мандела в бронзе», также работы Уолтерса, стоит на южном берегу Темзы.